# Cantó de La Mota de Chalancon
El cantó de La Mota de Chalancon és un cantó francès del departament de la Droma, situat al districte de Diá. Té 13 municipis i el cap és La Mota de Chalancon.

## Municipis
- Arnayon
- Bellegarde-en-Diois
- Brette
- Chalancon
- Establet
- Gumiane
- La Mota de Chalancon
- Pradelle
- Rochefourchat
- Rottier
- Saint-Dizier-en-Diois
- Saint-Nazaire-le-Désert
- Volvent

| Data d'elecció                           | Identitat       | Partit                     | Qualitat |
| ---------------------------------------- | --------------- | -------------------------- | -------- |
| 1955-1972                                | M. Roman        | Divers droite              |          |
| 1972-1992                                | Gabriel Mourier | Divers gauche, després PS  |          |
| 1992-2011                                | Claude Brès     | Divers droite              |          |
| 2011-                                    | Gérard Szostak  | Divers gauche, després UMP |          |
| les dades anteriors no són pas conegudes |                 |                            |          |